# Carol Ferris (personaje)
Caroline "Carol" Ferris es una personaje ficticia que aparece en el Universo DC Comics. Ella es uno de los muchos personajes que ha usado el nombre de Star Sapphire, y fue el interés amoroso de Hal Jordan, el Linterna Verde de la Edad de Plata. En su papel de Star Sapphire, Ferris ha estado activa como supervillana y, más recientemente, como superheroína. Su diseño original estaba basado en Elizabeth Taylor.

## Historial de publicación
Carol Ferris aparece por primera vez en Showcase # 22 y fue creada por John Broome y Gil Kane. Su forma de Star Sapphire no apareció hasta que Green Lantern vol. 2 # 16.

## Biografía del personaje ficticio

### Historia temprana
Como la vicepresidenta de Ferris Aircraft, Carol Ferris, la única hija del magnate aeroespacial Carl Ferris y su esposa Christine, contrató a Hal Jordan y rápidamente se sintió atraída por el intrépido piloto de prueba, que en secreto era el superhéroe Linterna Verde. Sin embargo, el romance de la joven pareja se complicó rápidamente cuando Carol se hizo cargo de la compañía de su padre y las Zamarons la coronaron como la nueva Star Sapphire. Cuando las Zamaron descubrieron que estaba enamorada de Linterna Verde, una sirvienta de sus amigos separados, los Guardianes del Universo, la enviaron a derrotar a Linterna Verde en batalla como Star Sapphire.
A lo largo de los años, Star Sapphire y Linterna Verde se enfrentaban una y otra vez, pero cada vez que Jordan derrotaba a Ferris y volvía a la normalidad. Jordan y Ferris se separan cuando Carol está comprometida con Jason Belmore; Más tarde, se limita a una silla de ruedas. Fue durante este tiempo que Carol descubrió que Hal Jordan es Linterna Verde.

### Origen secreto
La historia de The Green Lantern: Secret Origin revisó partes de la historia de Carol y Hal. En este recuento, los dos se conocieron cuando tenían ocho años, mientras observaban al padre de Hal, el mejor amigo de Carl Ferris, experimentar problemas mecánicos con su avión. Con la elección entre el aterrizaje forzoso en Coast City o el desierto cercano, el padre de Hal eligió volar al desierto. A lo largo de los años, la culpa por lo que había sucedido se comió al padre de Carol, que finalmente lo llevó a la enfermedad, lo que obligó a Carol a renunciar a su sueño de ser piloto y asumir el cargo de CEO de Ferris Air. Al no querer que la gente supiera la enfermedad de su padre, Carol les dijo que se había retirado a Miami. Cuando Hal, quien había odiado a Ferris por lo que había sucedido, descubrió la verdad, él y Carol encontraron consuelo en el dolor del otro. Sin embargo, su relación se ve sofocada por la negativa de Carol a salir con los empleados.

### Predator
Cuando Carol Ferris se curó de su malvada Star Sapphire, desarrolló una tercera identidad subconsciente, el "Predator" masculino. Privada del amor de Hal Jordan en ese momento, Carol encontró todo lo que quería de un hombre en el Predator: masculinidad, fuerza y cuidado. Físicamente separado del cuerpo de Carol, el Predator apareció repetidamente como una figura misteriosa, protegiendo a la amada compañía de Carol, Ferris Aircraft, de las amenazas de Eclipso, el Equipo de Demolición y Jason Bloch. También estableció la compañía Intercontinental Petroleum (Con-Trol) para permitirle recuperar el control de Ferris Aircraft. Finalmente, el Predator comenzó a cortejar a Carol (que no sabía que el Predator era parte de sí misma) y luchó contra Hal Jordan por su amor. Hal derrotó al Predator y lo vio unirse a Carol en Star Sapphire.
Ahora completamente malvada, Carol se hizo cargo de gobernar a Zamaron, pero su reinado fue corto; Los Zamaron, luego de la Crisis en las Tierras Infinitas, abandonaron a su reina y su mundo natal para vivir en otra dimensión con sus homólogos masculinos, los Guardianes del Universo. Carol estaba furiosa y juró vengarse de Hal y los Green Lantern Corps. Después de varias batallas, Carol encontró la oportunidad de herir a su examante y asesinó a Katma Tui, cuyo anillo de poder se había vuelto inerte tras la destrucción de la batería de energía principal en Oa. Hal evitó que John Stewart (el marido de Katma) matara a Carol, forzando su amistad en el proceso.
En la tercera serie de Green Lantern, la naturaleza de la entidad Predator fue reconfigurada como una criatura parásita del planeta Maltus y que la entidad había corrompido a Carol y era responsable de hacerla asesinar a Katma. El Green Lantern Corps eliminó a Carol de la entidad, salvándole la vida en el proceso. Pero su tiempo bajo el control de la criatura, junto con la destrucción de Coast City y el descubrimiento de que su padre había fingido la muerte de su madre, hizo que Carol rechazara a un angustiado Hal Jordan. En su lugar, Carol optó por quedarse con su madre y encontrar su propio camino.
Sin embargo, Carol no se iría del mundo del super heroísmo por mucho tiempo. Ella se convirtió en la administradora de las instalaciones de la facilidad del Monte Trueno de Extreme Justice. Su tiempo con el equipo llegó con la revelación de que estaba embarazada, a pesar de no tener relaciones sexuales y de darse cuenta de que el niño era la esencia de vida antes de nacer del niño cuando la entidad Predator violó a la primera Star Sapphire. Además, se reveló que Star Sapphire no se había transformado en Carol como se había creído anteriormente, sino en algún tipo de ser basado en la energía que habitaba el cuerpo de Carol. Poco después de dar a luz a su hijo, Neron apareció y se ofreció a purgarla de estas dos entidades. Carol estuvo de acuerdo, y luego vio cómo las entidades ahora separadas (Predator y Star Sapphire) fueron asesinadas por Neron, quien se fue con su bebé en sus brazos. (Extreme Justice #10-11)
En última instancia, sin embargo, los eventos de Infinite Crisis eliminaron las historias mencionadas anteriormente. Blackest Night # 1 estableció que en una historia no contada, Carol se liberó del personaje de Star Sapphire en algún momento antes de la muerte de Katma Tui. Sin embargo, el Zafiro había encontrado un nuevo anfitrión sin nombre, y que fue este nueva Star Sapphire la que asesinó a Katma Tui. Además, gran parte de la historia de fondo del Depredador se modificó a medida que "el Depredador" se reintrodujo como una de las manifestaciones en el espectro emocional; La encarnación viva del amor. Las Zamarons sostuvieron a la entidad en su mundo natal hasta que fue liberada durante la liberación de Sinestro de sus Linternas Amarillas durante la historia de "Blackest Night" 2009-2010.

### Fin de Star Sapphire
En Green Lantern (vol. 3) # 119, Hal (como El Espectro) decide visitar a Carol. Él se hace visible y le dice a Carol que la va a ayudar, pero que ella no recordará su visita. Alcanza a Carol y saca la gema Star Sapphire, lo que hace que Star Sapphire vuelva a emerger (parece que fue asesinada previamente por Neron, pero de alguna manera una parte de ella sobrevivió en Carol). El Espectro detiene a Star Sapphire y la pone de nuevo en la gema. Él le entrega la gema a Carol y la deja terminar el trabajo, lo que ella hace (esencialmente, finalmente matando a la persona Star Sapphire que tomaría el control de ella), y comienza a sentirse mucho mejor.
En Linterna Verde: Renacimiento, Hal y Carol finalmente llegan a un acuerdo con su relación. En el norte de California en Ferris Aircraft, Carol Ferris recuerda su vida anterior cuando un misterioso poder revitaliza y reforma los campos abandonados y condenados. Hal Jordan, usando sus poderes como el Espectro, aparece. Ella le pregunta a Hal si recuerda algo de cuando él era el Espectro. Hal dice que lo recuerda como si lo estuviera viendo desde afuera. Cómo piensa Espectro y con quién habló más allá de esta vida, Hal no puede recordar. Hal se disculpa por todo lo que Carol tuvo que pasar. Carol dice que sobrevivió y que no va a vender la base aérea. Ella dice que si Hal puede reconstruir su vida, ella también, y ella lo hará con su esposo, Gil. Carol dice que puede usar un buen piloto. Hal dice que aprecia la oferta, pero que tiene otros planes.

### Regreso
El cristal Star Sapphire posee brevemente a Carol, antes de detectar que Hal Jordan sentía algo por su compañera piloto, Jillian "Cowgirl" Pearlman, y abandona el cuerpo de Carol. Ella y Hal trabajan juntas para liberar a la vaquera desde el cristal. Sabiendo que todavía ama a Hal y que no es justo para su esposo, solicita el divorcio.
Las Star Sapphires, sintiendo la angustia que Carol había estado cargando con Hal (Hal renunció porque no podía estar cerca de ella sin querer estar con ella y Carol no sale con los empleados), le envía un anillo de poder violeta, transformándola en una de su número Se la ve vestida con su traje original de Star Sapphire, recitando el juramento del Cuerpo junto con otros miembros de los Star Sapphires.
En la miniserie, Blackest Night: Tales of the Corps, arroja luz sobre el intercambio entre Carol y el anillo violeta que se le envió. El anillo revela que todos los elegidos para ejercer la luz violeta deben aceptarla voluntariamente (esto parece superar el aspecto de control de la luz violeta). El anillo le dice a Carol que tiene un agujero en su corazón, pero Carol continúa negándolo. El anillo le dice a Carol que ella siempre ha dejado de lado su propia felicidad en beneficio de los demás. Debido a que ella es capaz de hacer esto, Carol podría convertirse en la estrella más poderosa del zafiro en el universo y los Zamarons lo reconocieron y le enviaron el anillo con la intención de que Carol condujera a todo el ejército de Star Sapphire a la batalla junto con el Green Lantern Corps. Carol todavía se niega a aceptar el anillo, pero el anillo le muestra una visión de la Guerra de la Luz e indica que Hal Jordan no sobrevivirá y le dice que al aceptar el anillo, ella puede salvarlo. Aún con sentimientos por Hal, Carol acepta y es llamada a Zamaron por la reina Aga'po, donde el ejército de Carol espera defender el planeta del próximo Sinestro Corps.
En su primera batalla, Carol se pregunta por qué está aquí en primer lugar. Luego se enfrenta a Sinestro, quien dice que él nunca ha tenido mala voluntad hacia Carol y se pregunta por qué está haciendo esto por un hombre que nunca ha entregado realmente su corazón hacia ella. Los dos se involucran en una pelea y son igualados hasta que Carol intenta encerrarlo en uno de los cristales de lavado de cerebro que las Zamaron utilizan para "reclutar" nuevos seguidores. Sinestro ataca después de presenciar una visión de Arin Sur, su antiguo amor, arremetiendo contra Carol a través del campo de batalla, donde fue dominada por otros dos Yellow Lanterns y el mismo Sinestro. Sin embargo, antes de poder sacar provecho de la ventaja, los Black Lanterns invaden, liderados por Amon Sur, sorprendiendo a Carol y Sinestro. Los dos son rescatados de una muerte segura por Hal y la Tribu Indigo. El grupo se escapa de Zamaron momentos antes de que los anillos de Black Lantern reanimaran los cuerpos de los dos seres cuyo amor alimentó la batería de energía central de Star Sapphire, devastando el planeta en el proceso. Por alguna razón, la pérdida de la fuente de energía de Star Sapphire no pareció afectar los poderes de Carol. Se reveló que la Reina alimentaba los anillos violetas en ausencia de la batería central; esto, sin embargo, la estaba haciendo envejecer.
Después de que un intento fallido de combinar la luz de su anillo de poder con las seis luces provenientes de los otros Líderes del Cuerpo hace que Nekron sea capaz de poseer héroes resucitados, Ganthet fuerza un protocolo secreto en su anillo, lo que obliga a Carol a buscar un oficial. Con el tiempo, sustituye a la Mujer Maravilla como una Star Sapphire temporal, debido a su gran habilidad para sentir el amor, deshaciendo así el control de Nekron sobre las Amazonas. Los Linternas son atacados por el Black Lantern Espectro. En un intento por detener el Espectro, Hal libera la esencia de Parallax, decidiendo unirse con él nuevamente para contraatacar. Carol intenta detener a Hal, pero él se niega a dejarse llevar. Carol besa a Hal y le dice "Te amo", antes de que Hal le permita a Parallax poseerlo. En el epílogo de Blackest Night, Carol quiere hablar con Hal sobre su relación, pero Sinestro aparece e interrumpe su conversación para servir a sus propios objetivos. Ella está en Las Vegas donde se enfrenta al Predator que ha poseído a un hombre que está enamorado de una mujer joven hasta el punto de la obsesión. Ella lo libera del Predator al besarlo. Después de eso, Carol y Hal son llevados a Zamaron. La reina da su vida para sostener la batería central y le da el título a Carol Ferris.
Más tarde, la reina Khea abrió un portal desde Hawkworld a Zamaron. Cuando ella comenzó una invasión de Zamaron con sus Hombres Halcón, Carol y el Predator se acercaron a ellos. Carol lucha contra Hombre Halcón y Chica Halcón, la familia Halcón, hasta detenerse mientras trata de no destruir el universo. Ella es salvada por Hombre Halcón y Chica Halcón. Luego le dice a Hombre Halcón que la razón es que la pareja tiene un gran amor, un gran amor que ella y Hal Jordan podrían tener. Luego, Carol llega y le cuenta a Hal y a los demás lo que sucedió en Hawkworld. Carol y los otros líderes del cuerpo de color, además de Hal, son absorbidos por el Libro Negro, aunque Hal es capaz de escapar con su anillo. Guy Gardner más tarde usa el anillo de Carol junto con el anillo de la Linterna Roja de Atrocitus para eliminar el Parallax de la batería central. Hal y Kyle Rayner la rescatan a ella y al resto de los atrapados en el Libro Negro. Después de que Krona es asesinada por Hal, ella recupera el anillo violeta de las Zamarons. Cuando Hal es despojado de su anillo, ella regresa con él a la Tierra.
Carol luego retira el anillo de Star Sapphire y saca de la cárcel a Hal Jordan después de que vio a una mujer atacada en una filmación y piensa que es real. Carol le ofrece a Hal un trabajo en Ferris Aircraft, pero no como piloto debido a problemas de seguros. Hal la invita a cenar y Carol piensa que él se lo va a proponer. Cuando él no lo hace, ella sale de él y se aleja, dejándolo sin un paseo. Más tarde, Carol se sorprende por las noticias de la televisión y descubre que Hal estaba trabajando con Sinestro. Después de que Hal regresa a la Tierra, le pide a Carol que lo lleve de vuelta después de decirle que ella es la única persona en la que pensó cuando pensó que iba a morir. Carol acepta las disculpas de Hal y renuevan su relación.
Cuando Sinestro obliga a Hal a ayudarlo con la amenaza de matar a Carol, ella se pone el anillo de Star Sapphire para que pueda ayudar a Hal, pero Hal y Sinestro se enfrentan a la tribu Indigo, que se lleva a ambos y se teletransporta.
Cuando Kyle Rayner llega a Ferris Aircraft en busca de Hal, él y Carol son testigos de Hal y Sinestro luchando contra Black Hand, lo que lleva a Carol a volver a ponerse su anillo de zafiro estrella para ayudar a Kyle a luchar contra Black Lanterns de Black Hand. Sin embargo, cuando llegan a la escena de la pelea, descubren nada más que zombis "convencionales" y se les informa que Hal y Sinestro aparentemente están muertos. Sin embargo, Carol rechaza la idea de que Hal está muerta, ya que el vínculo entre su corazón y el suyo que puede sentir a través de su anillo sigue intacto, y las visiones de su anillo le informan que Kyle debe unir los poderes de los siete Cuerpos en sí mismo para detener esta última amenaza.
Cuando se libera la Primera Linterna, comienza a drenar a todos los Cuerpos Linternas de sus emociones, mentes y recuerdos con la intención de ver cómo sus elecciones de vida los habían cambiado. En las ilusiones de Carol, ella está luchando contra la nave de guerra atlante en el portaaviones, pero finalmente recupera su anillo de zafiro estrella y se escapa de los poderes de influencia de la Primera Linterna. Carol localiza a Kyle y lo ayuda después de que es atacado por la Primera Linterna.
Después de obtener un bloqueo en la ubicación de Sinestro, Carol y Kyle llegan a las ruinas del planeta Korugar, donde Sinestro los ataca a ambos, culpándolos por la destrucción de su hogar por la Primera Linterna. Cuando Carol exige saber dónde está Hal, Sinestro declara que Hal está muerto, pero Carol se niega a creerle y ataca. Mientras atacan Sinestro, los Linternas Verdes, Simon Baz y B'dg llegan y someten a Sinestro. Simon (quien conoció a Hal) le dice a Carol que Hal está vivo, pero atrapado en la Zona Muerta. En la batalla final, Carol y el Cuerpo de Linternas de reserva atacan a la Primera Linterna. Cuando finalmente se destruye la Primera Linterna, Carol se reúne con Hal después de que se escapa de la Zona Muerta.
A pesar de su pasado con Hal, Carol desarrolla sentimientos por Kyle a medida que pasa más tiempo con él mientras explora sus habilidades de Linterna Blanca, en la medida en que ella es una de las pocas personas conscientes de su supervivencia después de que aparentemente se sacrifica para recargar el espectro emocional. Cuando Kyle divide el anillo de la Linterna Blanca en siete después de darse cuenta de que el poder es demasiado grande para que él lo controle solo, elige a Carol como uno de los seis nuevos miembros del Cuerpo de Linternas Blancas; sin embargo, ella decide mantener su anillo violeta.

### Renacimiento
Carol es capaz de sentir las acciones de Hal cuando crea un anillo fuera de la fuerza de voluntad. Algún tiempo después, Carol regresa a la Tierra. Hal piensa en ella a lo largo de la carrera de Hal Jordan y Green Lantern Corps, y se revela que su mayor deseo es tener una familia con ella, como se mostró anteriormente en el Libro de Oa. Cuando Carol y Hal finalmente se reúnen, se besan.

## Poderes y habilidades
Carol es una piloto y administradora capaz. Como Star Sapphire, puede usar su gema de poder para volar y lanzar explosiones de fuerza casi igual al poder del anillo de un Linterna Verde. Además, el Zafiro le otorga una cierta cantidad de invulnerabilidad y le permite sobrevivir en el espacio sin aire. Durante la batalla más reciente con Star Sapphire, Carol fue temporalmente habilitada por el anillo de Hal, otorgándole fuerza y cierto grado de invulnerabilidad. Durante esto, Carol se vistió con una versión de su uniforme de zafiro, pero con el diseño de Linterna Verde. Estos poderes fueron proporcionados por la exposición al anillo de poder de Hal y fueron temporales. Carol ahora maneja un anillo de poder violeta menos poderoso como miembro de las Star Sapphires, que también replica sus poderes originales como Star Sapphire hasta cierto punto. A pesar de haber sido desamparado antes, por haberle dado cierta tolerancia a la influencia actual del anillo violeta.

## Otras versiones
En el universo alternativo visto en la historia "A quién destruyen los dioses", en la que los nazis no fueron derrotados en la Segunda Guerra Mundial, Jordania y Ferris finalmente se convierten en presidente y primera dama de los Estados Unidos, respectivamente.
En la miniserie de Elseworlds, JLA: The Nail de 1998, inspirada en las versiones de la Edad de Plata de los personajes de DC Comics, Carol Ferris / Star Sapphire es tanto una villana como un interés amoroso de Hal Jordan.
En la miniserie Green Lantern: Evil's Might de 2002, ambientada durante el movimiento de sufragio femenino estadounidense, Carol es una sufragista de la ciudad de Nueva York y se ve envuelta en un conflicto por la seguridad de los trabajadores, su mano en el matrimonio y el control de los anillos de poder verde que han surgido en la ciudad.
Carol Ferris tiene un papel central en la miniserie de Darwyn Cooke 2004: DC: The New Frontier.
Carol Ferris hace una aparición en la miniserie Justice de 2005-2007, en la que es secuestrada por la lealtad de los supervillanos del arco debido a su relación con Linterna Verde.
En la línea de tiempo alternativa de la historia de "Flashpoint" de 2011, Carol Ferris, con Hal Jordan, estaba en un avión F-22 Raptor entrando en el territorio de Europa occidental antes de los ataques de los tiburones. Hal obliga al tiburón a estrellar su jet contra el jet de Carol, y los dos apenas escapan usando el sistema de expulsión. A su regreso a América, Carol piensa que Hal no está a la altura de su potencial. Más tarde, los aviones invisibles de las Amazonas invaden Costa City y Hal y Carol logran derribarlos y la hidra que cayeron sobre la ciudad. Después, Carol está enojada con Hal por tomar una misión para el gobierno de los Estados Unidos. Carol insiste en unirse a él en la caída de un misil nuclear de Green Arrow Industries. Hal se niega; Sin embargo, ella va de todos modos. Durante las batallas, Carol ve a Hal lanzar el misil a través del escudo invisible de New Themyscira, pero muere en el proceso. Después, Carol regresa a Coast City, donde Thomas Kalmaku le da una nota que dice que Hal tenía mucho miedo de decir que él siempre la había amado. Carol ve el anillo de compromiso con el que iba a proponerle matrimonio.
En el futuro lejano, El Libro de Oa, muestra que Carol finalmente se casará con Hal y que su hijo se llamaría Martin Jordan por el padre de Hal.
En la serie Year Two de la precuela cómica del videojuego de 2013 Injustice: Dioses entre nosotros, Carol es interpretada como la novia de Hal Jordan (ella menciona que ha terminado la relación al menos cinco veces cada vez que tuvo que dejar la Tierra para períodos prolongados de tiempo). Ella reconoce que a Hal le preocupa la forma en que han ido las cosas desde que se intensificó el Régimen de Superman y espera que regrese después de que el Guardian Ganthet lo llame. Más tarde, ella observa que la Insurgencia viene a Ferris Aircraft para robar algunos aviones para usarlos en la guerra del Régimen / Linterna Verde, notificando a Hal su presencia. Hal viene y se enfrenta a Guy Gardner, quien salva la vida de Carol cuando Sinestro y Ganthet luchan. Hal, sin embargo, es ingrato y usa su anillo para derribar a Guy y llevarse a Carol. Esto lleva a Ganthet a quitarle a Hal su anillo, dejando que él y Carol caigan en picada. Sinestro le ofrece a Hal un anillo amarillo para que lo reemplacen, y Hal lo toma a regañadientes para salvar a Carol.
En la miniserie Star Trek / Green Lantern: The Spectrum War, en la que el universo fue destruido por Nekron, Carol es una de las pocas sobrevivientes después de que Ganthet se sacrifique para iniciar el protocolo 'Last Light', enviándose a sí mismo, los últimos portadores de anillos, y los últimos seis anillos de los otros seis cuerpos en el nuevo universo de Star Trek. Mientras Pavel Chekov está experimentando con su nuevo anillo de Linterna Azul, se encuentra con Carol con un Saint Walker herido, quien le pide ayuda a Chekov. Aunque Leonard McCoy, el portador elegido del anillo Índigo, es capaz de confirmar que Walker se recuperará, Carol le revela a Hal que Nekron también ha sido arrastrado a su nuevo universo. Luego se une a la tripulación en la batalla final contra Nekron en el renacido Vulcano, que culmina con la derrota de Nekron mientras ella se une al Enterprise en su misión. Después de un año de viaje con el Enterprise, Carol comenzó una relación con Montgomery Scott, aunque Leonard McCoy es la primera persona en la tripulación en enterarse.
Carol aparece en el número 11 de la serie de cómics de Young Justice.

## Recepción
Carol Ferris fue el puesto 36 en la Guía para el comprador Comics, lista de '100 mujeres más atractivas en Cómics'. Star Sapphire se ubicó en el 4.º lugar en la lista de "Los 5 mejores villanos de comics de DC de Comicverso se convirtió en heroico".

## En otros medios

### Televisión
- Star Sapphire aparece en episodios de Liga de la Justicia, con la voz de Olivia d'Abo. Aunque su identidad nunca se afirma, los creadores del programa han confirmado que ella es, en efecto, Carol Ferris.[49] Mientras que el personaje aparece como un estadounidense en los cómics, el acento inglés nativo de Olivia d'Abo se escucha para la voz de esta versión. Su poder proviene de la piedra de su máscara que le otorga habilidades similares a las de Linternas Verdes que le permiten formar escudos, crear construcciones de energía, disparar explosiones de energía, crear un campo de cuerpo completo que le permite volar y viajar a través del espacio profundo. En el episodio "Injustice For All", Star Sapphire está invitado a unirse a la Banda de la Injusticia de Lex Luthor para trazar la destrucción de la Liga de la Justicia. Al principio, la idea de trabajar con "criminales comunes" la repele, pero parece que se calienta con la cantidad de dinero que Luthor promete a cada uno de ellos (algo que le impide abandonar después de que su plan inicial falla). En la batalla final de la Banda de la Injusticia con la Liga de la Justicia, ella es derrotada por Green Lantern.[50] En el episodio "Furia", Star Sapphire más tarde es reclutada para la segunda encarnación de la Pandilla de Injusticia dirigida por Aresia para destruir a los hombres del mundo. Cuando Aresia revela la agenda del grupo, inicialmente se sorprende por la revelación, pero finalmente se une con entusiasmo. Mientras se alinea con este equipo, logra engañar a Mujer Maravilla y Chica Halcón en creer que todavía quiere vivir en un mundo con hombres, atrayéndolos a una trampa que los somete a ellos y aHippolyta. Más tarde, ella y Aresia, junto con Tsukuri, huyen con Hippolyta a bordo del avión de Aresia. Mujer Maravilla y Chica Halcón las persiguen y es eliminada de la pelea cuando Mujer Maravilla saca uno de los cañones láser del avión para liberarla de su alojamiento y la arroja desde atrás, lo que la arroja al mar.[51] En el episodio "De aquí en adelante", Star Sapphire se encuentra entre los varios supervillanos del caos que reina en Metrópolis poco después de la supuesta muerte de Superman a manos de un grupo de supervillanos. Ella lucha contra Green Lantern (John Stewart), sin embargo, es derrotada cuando la Mujer Maravilla se cuela detrás de ella y la golpea.[52]
- Star Sapphire hace varias apariciones sin voz en los episodios finales de Justice League Unlimited. Ella se une a la Sociedad Secreta de Gorilla Grodd. Durante el motín liderado por Grodd, ella se alía con Luthor y, por lo tanto, se encuentra entre los sobrevivientes que llegan a la Tierra a tiempo para advertir sobre la inminente invasión de Darkseid. Ella se une a la Liga de la Justicia y al resto de la Sociedad Secreta en la lucha contra las fuerzas de Apokolips, y se la representa luchando parademons sobre la Gran Muralla china junto a Mujer Maravilla, Shining Knight y Vigilante. Durante la batalla, una vara de un cañón de Apokoliptan la deja inconsciente, pero Shining Knight la salva de su muerte. Ella fue vista por última vez huyendo de la Torre del Metro junto con otros miembros sobrevivientes de la Sociedad Secreta.[53]
- Carol Ferris / Star Sapphire aparece como un personaje central en Batman: The Brave and the Bold, episodio de "Scorn of the Star Sapphire", con Carol Ferris con la voz de Rachel Quaintance y Star Sapphire con la voz de Vicki Lewis. Aunque aparece tanto en su forma humana como en la estrella Zafiro, no está consciente de sus transformaciones. Carol se transforma en Star Sapphire después de que las Zamarons la secuestran e implantan el espíritu de su reina dentro de ella y le otorgan un anillo de poder violeta. Cada vez que Carol coloca el anillo en su dedo, pierde el control de su cuerpo cuando se transforma en Star Sapphire con su poder alimentado por la reciente frustración de Carol con el comportamiento errático de su novio Hal Jordan. Star Sapphire finalmente intenta abrir un portal que permite a un ejército de Zamarons invadir la Tierra, pero Jordan y Batman repelen la invasión. Después de que las Zamarons son enviadas de vuelta a su mundo natal, Carol finalmente recupera el control y saca el Star Sapphire de su cuerpo mientras aparentemente pierde todos sus recuerdos de su tiempo bajo la influencia del anillo.
- Carol Ferris aparece en Linterna Verde: La Serie Animada, con la voz de Jennifer Hale.[54] En el episodio "In Love and War", las Star Sapphires le dan un anillo y la llevan a Zamaron. Allí descubre que Hal Jordan es Linterna Verde. Carol está furiosa cuando ella cree que él está con otra chica mientras ella pensó que estaba muerto y lo ataca. Al final, Hal se acerca a ella y ella abandona el anillo y su poder (otra Estrella Zafiro afirma que ella es la primera en hacerlo). Los Zamaron le permiten irse a casa y ella se retira de Hal a regañadientes después de decirle que haga lo que tiene que hacer y que vuelva con ella. Se reúnen brevemente en el episodio "Homecoming", cuando los Zafiros Estelares han logrado enviarle a Hal (como un atajo a Oa). Él es amnésico al principio; Una vez que ella restaura su memoria, él va a Oa. El episodio termina con ella mirándolo regresando en el cielo. En el siguiente episodio, Ella decide terminar su relación debido a las dificultades causadas por sus deberes. En el episodio "El amor es un campo de batalla", tuvo que luchar contra Atrocitus para demostrar que el amor es una gran emoción. Al final del episodio, ella renueva su relación con Hal. Además, ella decide quedarse con el anillo esta vez por si acaso.
- Carol Ferris aparece en el episodio "Depths" de Young Justice: Invasion, con la voz de Kari Wahlgren. Ella supervisa el lanzamiento de un satélite diseñado por Ferris Aircraft para abrir las relaciones entre la Tierra y Marte. La lanzadera es destruida por Manta Negra después de que Aqualad lideró un intento fallido de detener el lanzamiento.
- En el episodio de Arrow, "Darkness at the Edge of Town" durante un flashback, el avión civil es de Ferris Airline, que es propiedad de la familia Ferris.
- En el episodio piloto de la escisión de Arrow, The Flash, S.T.A.R. Labs realiza una prueba para Barry Allen en una antigua instalación de pruebas de aire de Ferris. Más adelante, en el episodio "¿Quién es Harrison Wells?", Barry visita rápidamente Coast City. En el letrero de bienvenida a la ciudad, se representa una foto de un avión, y el letrero dice "Hogar de Ferris Airlines".
- Carol Ferris como Star Sapphire aparece en la serie web DC Super Hero Girls, con la voz de Jessica DiCicco. Ella aparece como estudiante en Super Hero High. Su padre Carl Ferris también aparece y es expresado por Maurice LaMarche.
- Carol Ferris como Star Sapphire aparece en Justice League Action.
- Carol Ferris como Star Sapphire aparece en DC Super Hero Girls, expresada una vez más por Kari Wahlgren. Esta versión es una adolescente que está obsesionada con su exnovio, Hal Jordan, quien rompió con ella por mensaje de texto, y a menudo se convierte en Star Sapphire para vengarse de él o para destruir a Jessica Cruz, quien cree que es la nueva novia de Hal. Incluso trata de ponerlo celoso saliendo con un estudiante llamado Thaal Sinclair que resulta ser Sinestro disfrazado.

### Película
- Carol Ferris aparece en la película animada de DVD, Justice League: The New Frontier, con la voz de Brooke Shields. Esta versión no tiene superpoderes (aunque al final de la película se muestra una Star Sapphire al final de la película durante el discurso del Presidente de los Estados Unidos, John F. Kennedy). Ella comienza un romance con Hal Jordan justo después de que él se convierta en uno de los nuevos pilotos de su compañía.
- Carol Ferris apareció en la película animada de Warner Premiere Green Lantern: First Flight, con la voz de Olivia d'Abo. Esta versión sigue siendo la empleadora de Hal Jordan y también tiene una relación con él antes de que se convierta en Linterna Verde.
- Carol Ferris / Star Sapphire aparece en Justice League: Doom, expresada nuevamente por Olivia d'Abo.[55] Ella es elegida por Vándalo Salvaje para unirse a su Legión del Mal y matar a Linterna Verde (Hal Jordan). Ella atrae a Jordan a una mina al tomar a los trabajadores como rehenes usando un grupo de radicales llamado "Hermandad de Identidad". Aunque Hal logra rescatar a todos los trabajadores, Carol es asesinada por el líder de los radicales usando una bomba suicida. Mientras Hal llora su cadáver, la verdadera Carol está de pie junto a él, lo reprendió por no haber salvado a la mujer y le dijo que solo la había lastimado, lo que hizo que Carol se convirtiera en Star Sapphire (transformándose en Star Sapphire como ella lo dice). Esto convence a Hal de que renuncie a su rol de Linterna Verde y deje caer su anillo mientras se inclina sobre la mujer muerta. Batman finalmente llega, explicando que Star Sapphire intentó romper su voluntad usando una forma alterada del gas del miedo de El Espantapájaros, ya que el miedo es el enemigo final de la voluntad. Hal recupera rápidamente su anillo de poder, convirtiéndose en el Linterna Verde una vez más. Ella se une a Savage en su objetivo final de dominar el mundo. Cuando la Liga de la Justicia asalta la Legión del Mal, se enfrenta a Linterna Verde una vez más. Cuando Hal exclama su enojo por lo que Carol le hizo, ella responde fríamente que Hal le había roto el corazón y que nunca dejará de intentar hacerle daño. A pesar de capturarlo, logra liberarse y golpear a Star Sapphire, atrapándola antes de que toque el suelo. Hal le quita la gema de zafiro estrella de Carol y admite que sigue lastimándola. De todos los miembros de la Legión, el plan de Carol es el único que no parece tener la intención de matar a su objetivo, sino que está destinado a quebrantar la voluntad de Hal. También es la última de las villanas contratadas por Salvaje para ser derrotada.
- En Justice League: Throne of Atlantis, se ve una base de aviones de Ferris. Hal Jordan también se ve coqueteando con una mujer que se parece en algo a Carol.
- Carol Ferris aparece en la película de acción en vivo Linterna Verde de 2011, interpretada por Blake Lively. Esta encarnación es una amiga de la infancia tanto de Hector Hammond como de Hal Jordan. Es la vicepresidenta de Ferris Aircraft y la superior de Hal. Ella también mostró una historia de relación romántica con Hal.[56][57]
- Un personaje llamada Carrie Farris aparece en las películas de acción en vivo El hombre de acero y Batman v Superman: Dawn of Justice, interpretada por Christina Wren. Ella es un oficial de la Fuerza Aérea de los Estados Unidos adjunto a las operaciones del Comando del Norte de los Estados Unidos y asistente del General Swanwick. Carrie Farris es un guiño y alusión a Carol Ferris.
- Carol Ferris como Star Sapphire aparece en Teen Titans Go! & DC Super Hero Girls: Mayhem in the Multiverse, nuevamente con la voz de Kari Wahlgren. Esta versión es miembro de la Legión del Mal.

### Videojuegos
- Carol Ferris aparece como Star Sapphire en el juego de video DC Universe Online como parte del paquete de contenido descargable "War of the Light Part 2".
- Se hace referencia a Carol Ferris en Injustice: Dioses entre nosotros. Transportado a un universo paralelo, Hal Jordan busca una batería eléctrica de Linterna Verde para recargar su anillo, que se encuentra en la oficina de Carol.
- Carol Ferris también se hace referencia en Batman: Arkham Origins. Una cartelera de Ferris Aircraft se puede ver en Gotham City.
- Carol Ferris, como Star Sapphire, aparece como un personaje jugable en Lego Batman 3: Beyond Gotham, con Olivia d'Abo retomando su papel.
- Carol Ferris aparece como Star Sapphire como un personaje jugable en el juego de batalla de jugadores múltiples Infinite Crisis.
- Carol Ferris es mencionada en Injustice 2 por Catwoman y Hal Jordan. Después de la decisión de Hal de unirse al régimen autoritario de Superman, Carol aparentemente terminó su relación, a la que Hal todavía se arrepiente. En el modo historia, Carol posiblemente muere cuando Superman no puede restaurar la Ciudad Costa desde la nave de Brainiac. Sin embargo, si el jugador completa el juego con el final de Superman, se revela que la Ciudad Costa (entre otras) finalmente se restauró, después de todo, lo que probablemente significaría que Carol fue restaurada junto con él.
- Carol Ferris, como Star Sapphire, aparece como un personaje jugable en DC Unchained.
- Carol Ferris, como Star Sapphire, aparece como un personaje jugable en Lego DC Super-Villains.

### Novelas
- Carol Ferris / Star Sapphire aparece en la novela de Graphic Audio "Green Lantern Sleepers # 3", donde Carol y Hal tienen que salvar el universo.

### Juguetes
- Una figura de acción de Carol Ferris (como Star Sapphire) se vendió en un paquete de 3 con figuras de acción de Black Hand y Green Lantern. Ella está clasificada como una villana.
- Mattel DC Universe Classics Green Lantern Classics wave 2 tenía una figura de Carol Ferris con Star Sapphire.